# Feliz
Feliz är en kommun i Brasilien.   Den ligger i delstaten Rio Grande do Sul, i den södra delen av landet, 1 600 km söder om huvudstaden Brasília. Antalet invånare är 12 359.
I omgivningarna runt Feliz växer i huvudsak städsegrön lövskog. Runt Feliz är det ganska tätbefolkat, med 124 invånare per kvadratkilometer.